# Cœur de chien (film, 1924)
Pour les articles homonymes, voir Black Lightning (homonymie) et Cœur de chien (homonymie).

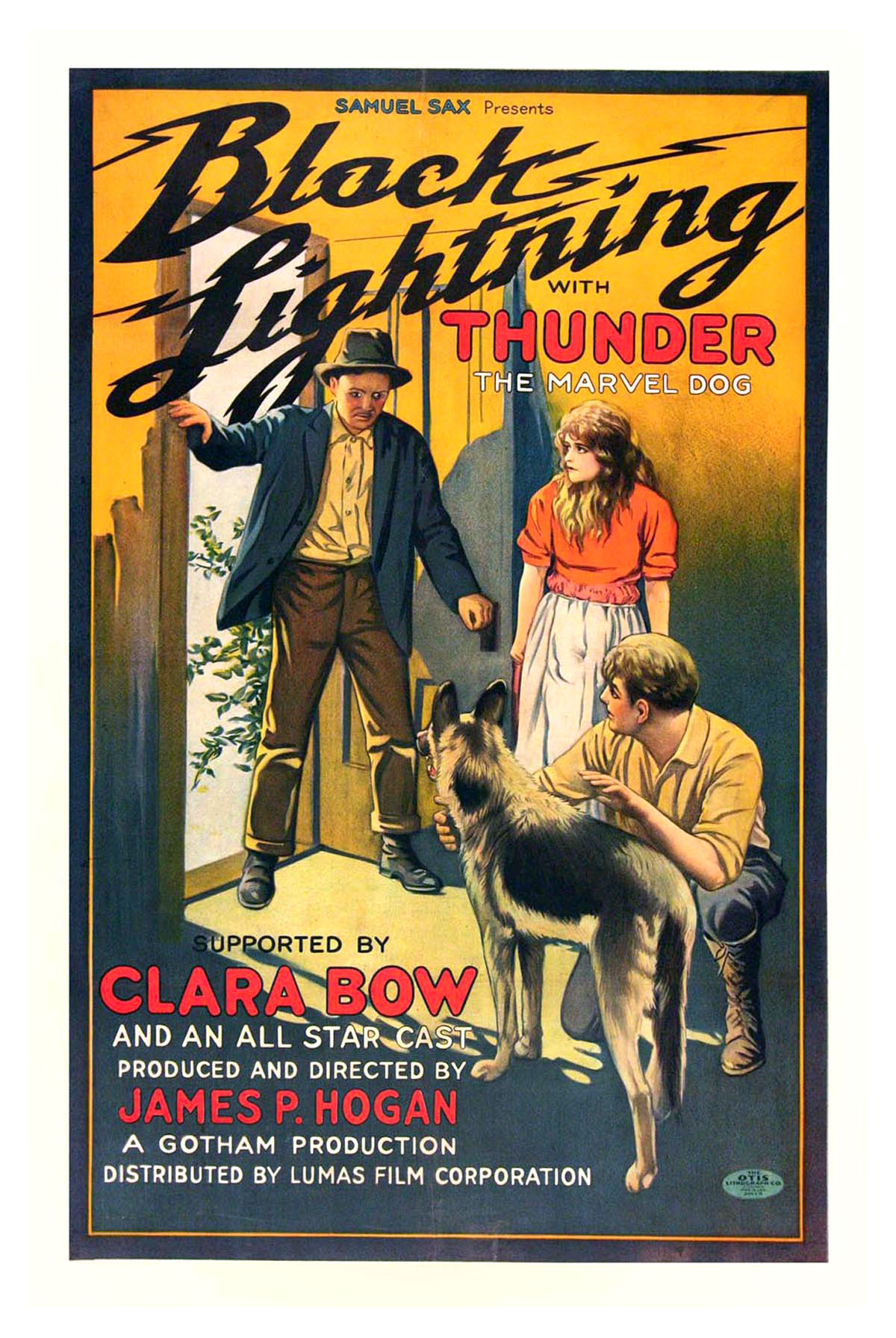
Affiche du film

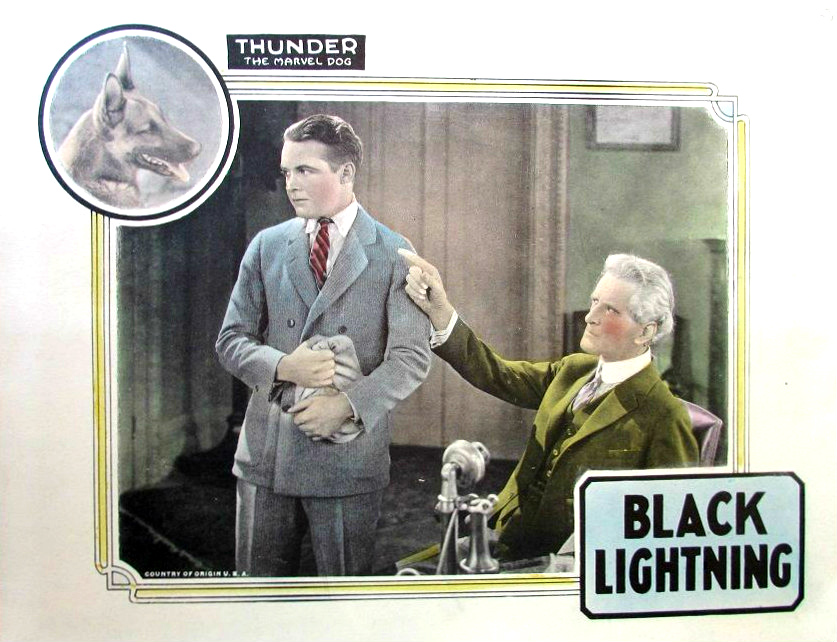
Carte promotionnelle du film

Cœur de chien (Black Lightning) est un film américain réalisé par James P. Hogan et sorti en 1924.

## Synopsis
Avec le meurtre de Frank Larned, sa sœur Martha et son petit frère sont laissés sans protection et l'objet d'attentions importunes de Jim Howard et de son frère demeuré. Roy Chambers, qui a été gazé en France pendant la Première Guerre mondiale, reçoit l'ordre du médecin d'aller à la montagne. Chance l'amène avec un chien policier qu'il a récupéré à la maison des Larned. Il découvre que Martha est la sœur de son copain en France, qui lui a sauvé la vie, et Thunder étant le chien qui est venu à son secours. Apprenant la situation, il décide de rester un moment. Joe se blesse et Roy monte pour un médecin. Ez , le type à demi-esprit, lui tire dessus. Martha envoie Thunder pour le retrouver, Jim vient et essaie d'entrer dans la maison des Larned. Ez le tue puis attaque Martha. Thunder vient à son secours. Martha et Roy se rendent ensuite ensemble chez le prédicateur.

## Fiche technique
- Titre original : Black Lightning
- Réalisation : James P. Hogan
- Scénario : Dorothy Howell d'après une histoire de Harry Davis
- Producteur : Sam Sax, Gotham Productions
- Production : Gotham Pictures
- Photographie : James P. Hogan
- Distributeur : Lumas Film Corporation
- Durée : 60 minutes (6 bobines)[1]
- Date de sortie : 8 décembre 1924

## Distribution
- Thunder the Marvel Dog : le chien Thunder
- Clara Bow : Martha Larned
- Harold Austin : Roy Chambers
- Eddie Phillips : Ez Howard
- Joe Butterworth : Joe Larned / Dick
- Mark Fenton : Doctor
- John Pringle : City Doctor
- James P. Hogan : Frank Larned
- James Mason : Jim Howard